# Среднемонгольский язык
Среднемонгольский язык — это обозначение для языка всех памятников монгольского языка, созданных до XVII века (в XIII—XVI веках).

## Памятники
Выделяется несколько групп памятников среднемонгольского языка:

### Памятники квадратного письма
Квадратное письмо (hPhags-pa) было создано тибетским учёным Пагба-ламой (1235—1280) в 1269 году по приказу Хубилай-хана. Этот алфавит должен был отражать фонетику всех языков Юаньской империи, прежде всего монгольского, китайского, тибетского.
В настоящее время известно около 60 памятников среднемонгольского языка, записанных квадратным письмом.

### Синомонгольские памятники
Данная группа памятников представляет собой монгольские тексты, транскрибированные китайскими иероглифами. Пожалуй, самый знаменитый из них — «Сокровенное сказание монголов» (1240).

### Арабографичные памятники
К данной группе памятников относятся преимущественно многоязычные словари, написанные на арабской графике: Мукаддимат аль-адаб, Стамбульский словарь, Лейденский манускрипт и т. д.

### Памятники, записанные уйгурским письмом
Данный корпус памятников иногда обозначается как памятники «предклассического монгольского языка». Это комплекс документов и надписей уйгурским и уйгуро-монгольским письмом. Наибольшую известность получила переписка ильханов-Хулагуидов, монгольских правителей Ирана, с французскими королями и римскими папами.

## Галерея

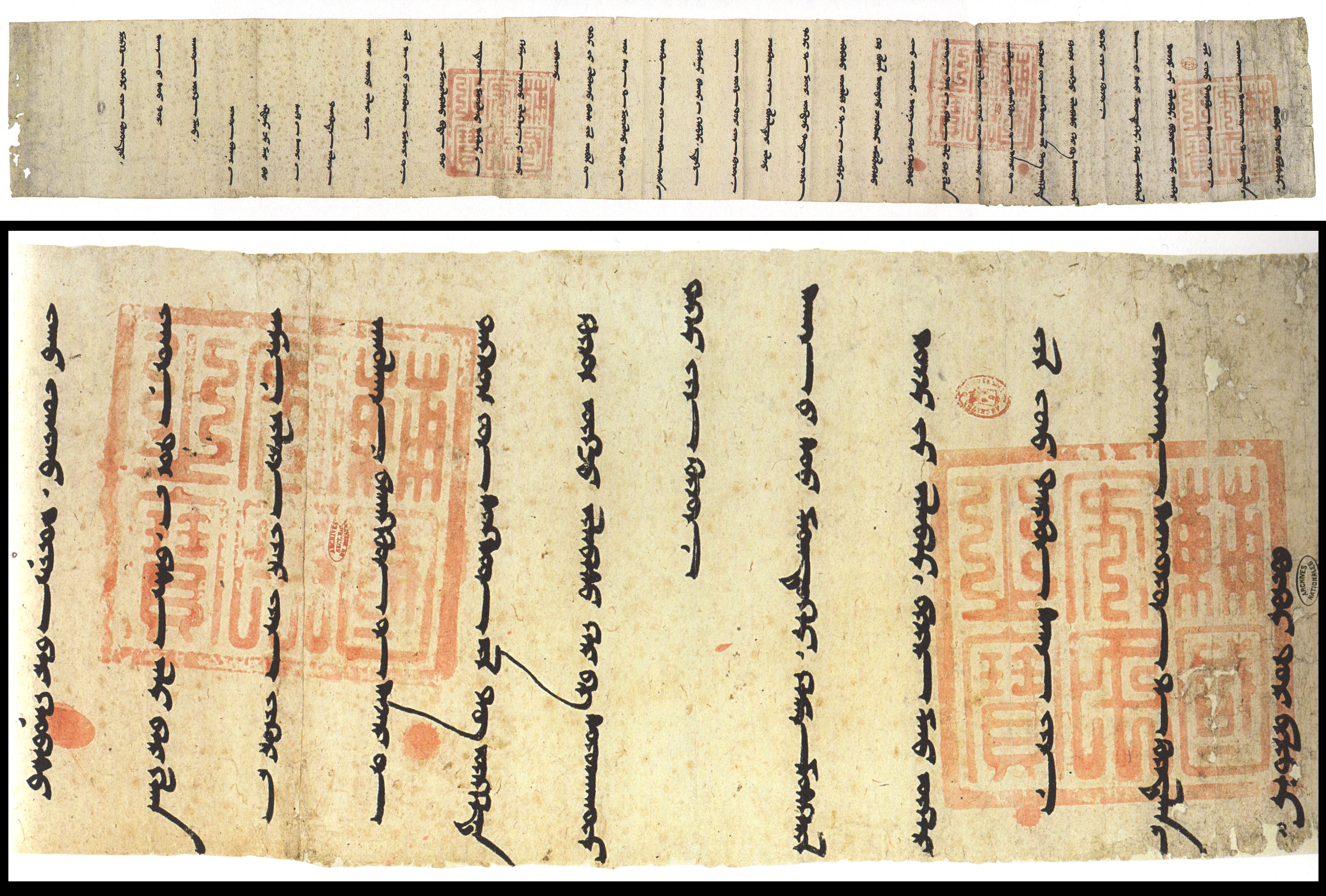
Письмо Аргун-хана от 11 мая 1289 года Филиппу IV Французскому. Написано уйгурским шрифтом.
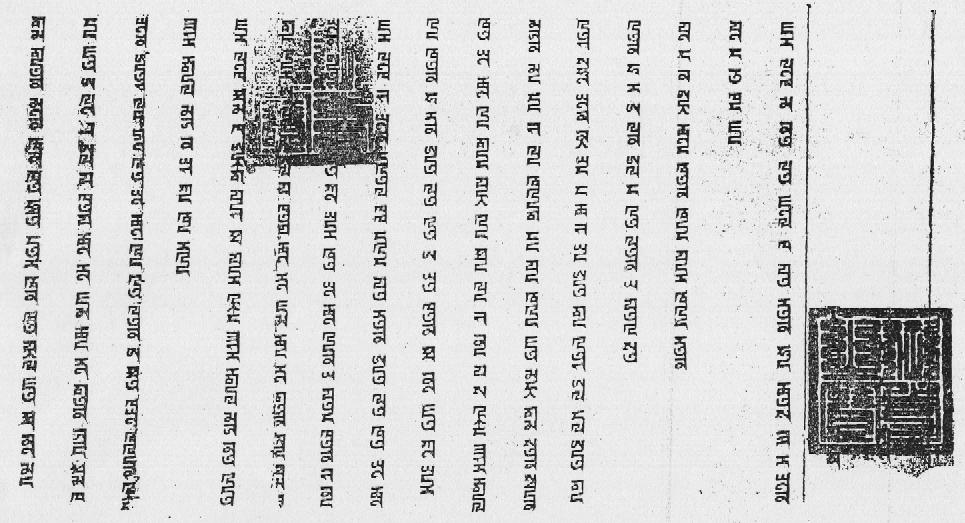
Императорский указ, записанный квадратным письмом. Датирован годом дракона (1328?).
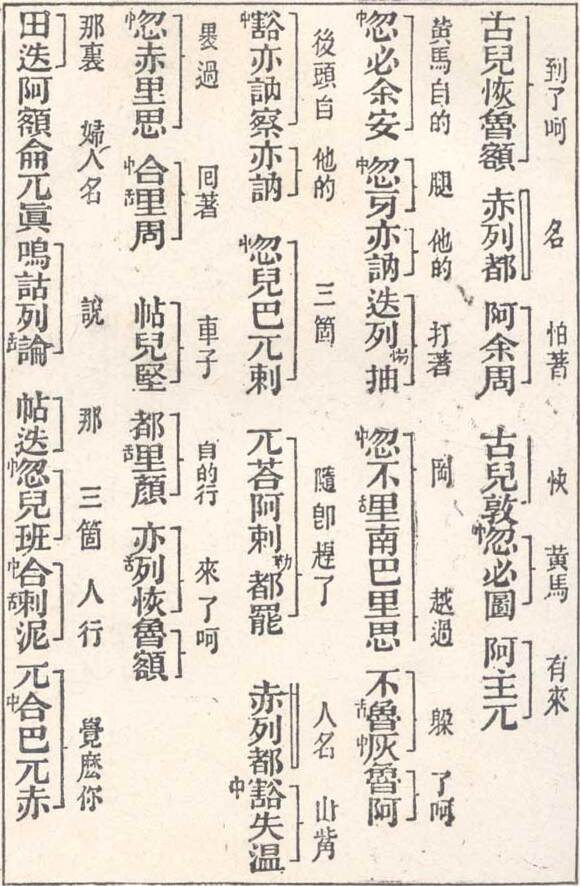
Китайская транскрипция (предположительно XIV—XV вв.) текста «Сокровенного сказания монголов».